# Leichtathletik-Weltmeisterschaften 2019/Teilnehmer (Usbekistan)
| Gelbes Symbol für Goldmedaillen mit stilisierten Olympischen Ringen | Graues Symbol für Silbermedaillen mit stilisierten Olympischen Ringen | Braundes Symbol für Bronzemedaillen mit stilisierten Olympischen Ringen |
| ------------------------------------------------------------------- | --------------------------------------------------------------------- | ----------------------------------------------------------------------- |
| —                                                                   | —                                                                     | —                                                                       |

Der Leichtathletikverband von Usbekistan nahm an den Leichtathletik-Weltmeisterschaften 2019 in Doha teil. Sechs Athletinnen und Athleten wurden vom usbekischen Verband nominiert.

## Ergebnisse

### Frauen

#### Laufdisziplinen
| Athletin        | Disziplin | Vorlauf | Vorlauf | Halbfinale | Halbfinale | Finale | Finale |
| Athletin        | Disziplin | Zeit    | Platz   | Zeit       | Platz      | Zeit   | Platz  |
| --------------- | --------- | ------- | ------- | ---------- | ---------- | ------ | ------ |
| Sitora Hamidova | Marathon  |         |         |            |            | DNF    | DNF    |

#### Sprung/Wurf
| Athletin          | Disziplin  | Qualifikation | Qualifikation | Finale     | Finale |
| Athletin          | Disziplin  | Weite/Höhe    | Platz         | Weite/Höhe | Platz  |
| ----------------- | ---------- | ------------- | ------------- | ---------- | ------ |
| Nadiya Dusanova   | Hochsprung | 1,80 m        | 26            | DNQ        | DNQ    |
| Svetlana Radzivil | Hochsprung | 1,94 m SB     | 08            | 1,89 m     | 12     |

#### Siebenkampf
| Athletin            | Disziplin | 100 m Hürden | Hochsprung | Kugelstoßen | 200 m   | Weitsprung | Speerwurf | 800 m       | Punkte | Platz |
| ------------------- | --------- | ------------ | ---------- | ----------- | ------- | ---------- | --------- | ----------- | ------ | ----- |
| Yekaterina Voronina | Ergebnis  | 14,64 s      | 1,80 m     | 13,66 m     | 25,03 s | 5,83 m     | 51,60 m   | 2:15,40 min | 6099   | 10    |
| Yekaterina Voronina | Punkte    | 890          | 978        | 771         | 884     | 798        | 891       | 887         | 6099   | 10    |

### Männer

#### Laufdisziplinen
| Athlet        | Disziplin | Vorlauf | Vorlauf | Halbfinale | Halbfinale | Finale    | Finale |
| Athlet        | Disziplin | Zeit    | Platz   | Zeit       | Platz      | Zeit      | Platz  |
| ------------- | --------- | ------- | ------- | ---------- | ---------- | --------- | ------ |
| Andrey Petrov | Marathon  |         |         |            |            | 2:24:54 h | 49     |

#### Sprung/Wurf
| Athlet          | Disziplin  | Qualifikation | Qualifikation | Finale     | Finale |
| Athlet          | Disziplin  | Weite/Höhe    | Platz         | Weite/Höhe | Platz  |
| --------------- | ---------- | ------------- | ------------- | ---------- | ------ |
| Ruslan Qurbonov | Dreisprung | 15,86 m       | 31            | DNQ        | DNQ    |